# Större ibisstork
Större ibisstork (Mycteria wetmorei) är en förhistorisk utdöd amerikansk stork inom ordningen storkfåglar. 

## Upptäckt och förekomst
Fågeln beskrevs 1935 utifrån subfossila lämningar funna i La Brea Tar Pits utanför Los Angeles i Kalifornien, USA. Ytterligare lämningar har sedermera hittats i Florida i sydöstra USA, dels vid Ichetucknee River, dels vid Aucilla River. Dessa fynd bedömdes initialt tillhöra den nu levande och närbesläktade arten amerikansk ibisstork (Mycteria ibis), men har efteråt omvärderats till att istället röra sig om större ibisstork. Lämningar har även hittats på Kuba.

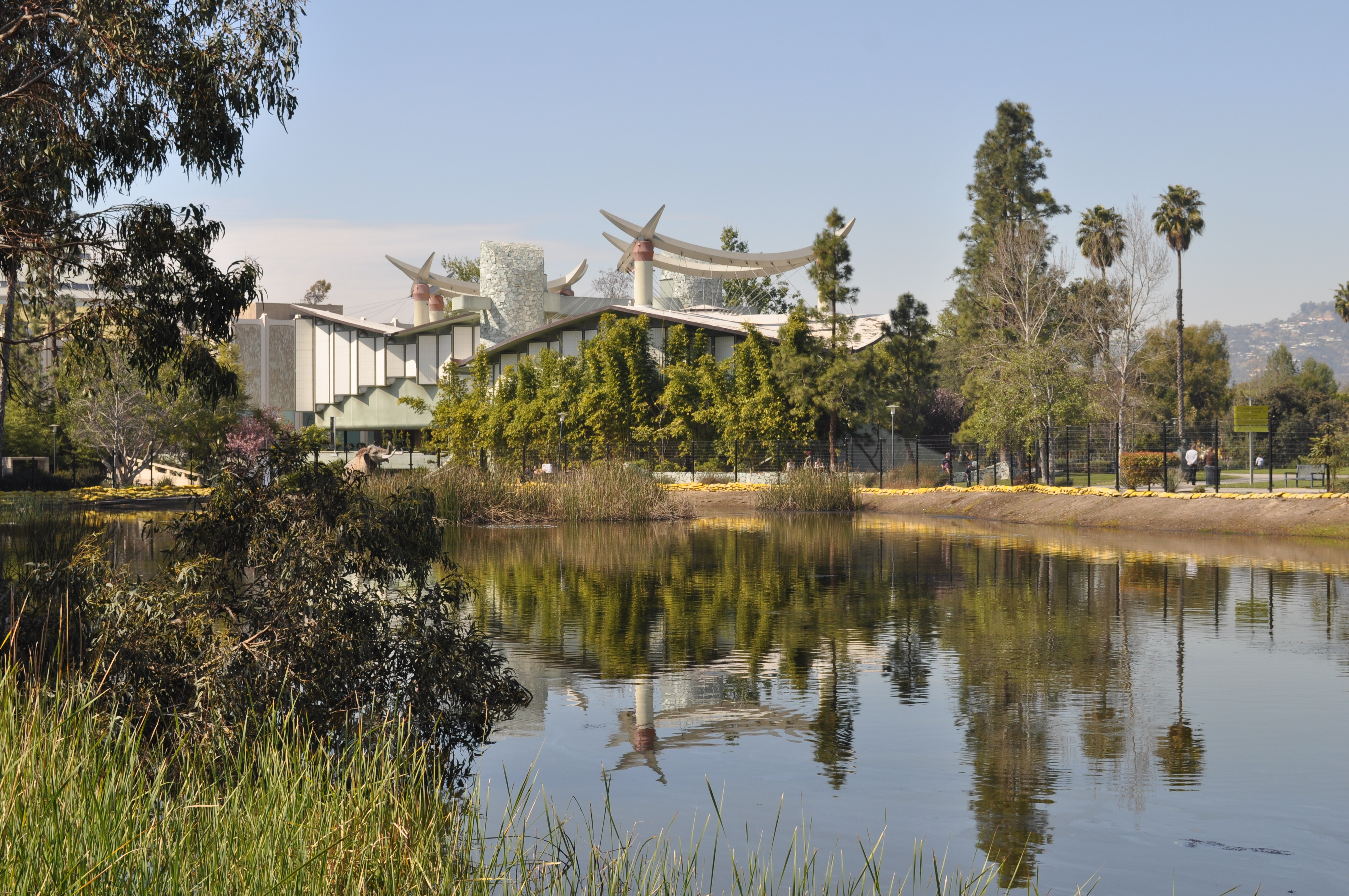
I La Brea Tar Pits i Los Angeles har lämningar efter ett stort antal djur från slutet av pleistocen och början av holocen funnits, däribland större ibisstork.

## Utseende och släktskap
Större ibisstork liknade amerikansk ibisstork (M. ibis) men var större, faktiskt än någon annan art i släktet Mycteria. Den hade också en rakare näbb. Om inte amerikansk ibisstork minskade kraftigt i storlek mot slutet av pleistocen tros alla hittillsvarande fynd av Mycteria-storkar i Nordamerika utgöras av större ibisstork. En teori är att amerikansk ibisstork är en relativt sentida invandrare från Sydamerika som kom först efter att större ibisstork dog ut.

## Namn
Artens vetenskapliga artnamn hedrar den amerikanske ornitologen Alexander Wetmore (1886-1978). Fram tills nyligen kallades den även Wetmores ibisstork på svenska, men justerades 2022 till ett enklare och mer informativt namn av BirdLife Sveriges taxonomikommitté.